# بيتر بيرغ
بيتر بيرغ (ولد 11 مارس, 1962) (بالإنجليزية: Peter Berg)، هو ممثل أمريكي، مخرج أفلام، منتج وكاتب.هو معروف لأخراجه مثل أضواء ليلة الجمعة، المملكة، المتهدمة، هانكوك والسفينة الحربية. كممثل معروف لدوره الدكتور بيللي كرونك في المسلسل الطبي أمل شيكاغو على قناة سي بي إس.

## أعماله

### السينمائية
- Very Bad Things - أشياء سيئة جداً (1998)
- The Rundown - المتهدم (2003)
- Friday Night Lights - أضواء ليلة الجمعة (2004)
- The Kingdom - المملكة (2007)
- Hancock - هانكوك (2008)
- Battleship - سفينة حربية (2012)
- Lone Survivor - ناج وحيد (2013)
- Deepwater Horizon - ديب واتر هورايزن (2016)
- Patriots Day - يوم الوطنيين (2016)

### التلفزيونية
- Chicago Hope [الإنجليزية] (1997) (مسلسل تلفزيونى، حلقة "Colonel of Truth")
- Wonderland [الإنجليزية]  (2000) (مسلسل تلفزيوني، حلقة "Pilot")
- Friday Night Lights (2006) (مسلسل تلفزيوني، حلقات "Pilot" and "East of Dillon")
- قائمة حكام العراق بعد الحرب العالمية الأولى (2009) (مسلسل تلفزيونى، حلقة "Kings Ransom")
- Virtuality [الإنجليزية] (2009) (فيلم تلفزيوني)
- Prime Suspect [الإنجليزية] (2011) (مسلسل تلفزيونى)
- The Leftovers (2014) (مسلسل تلفزيونى، episodes "Pilot" and "Penguin One, Us Zero")
- Ballers [الإنجليزية] (2015) (مسلسل تلفزيونى)

## وصلات خارجية
- بيتر بيرغ على موقع IMDb (الإنجليزية)
- بيتر بيرغ على موقع روتن توميتوز (الإنجليزية)
- بيتر بيرغ على موقع ألو سيني (الفرنسية)
- بيتر بيرغ على موقع ميوزك برينز (الإنجليزية)
- بيتر بيرغ على موقع تيرنر كلاسيك موفيز (الإنجليزية)
- بيتر بيرغ على موقع أول موفي (الإنجليزية)
- بيتر بيرغ على موقع بوكس أوفيس موجو (الإنجليزية)
- بيتر بيرغ على موقع قاعدة بيانات الأفلام السويدية (السويدية)
- بيتر بيرغ على موقع إن إن دي بي (الإنجليزية)
- بيتر بيرغ على موقع قاعدة بيانات الفيلم (الإنجليزية)